# Eric Carruthers
Eric Dudley Carruthers (* 10. November 1895 in Toronto, Ontario, Kanada; † 19. November 1931 in Tidworth, Vereinigtes Königreich) war ein britischer Eishockeyspieler. Sein Bruder Colin Carruthers war ebenfalls britischer Nationalspieler. 

## Karriere
Eric Carruthers nahm für die britische Nationalmannschaft an den Olympischen Winterspielen 1924 in Chamonix und 1928 in St. Moritz teil. Bei den Winterspielen 1924 gewann er mit seiner Mannschaft die Bronzemedaille. Auf Vereinsebene spielte er für eine britische Armeemannschaft.

## Erfolge und Auszeichnungen
- 1924 Bronzemedaille bei den Olympischen Winterspielen